# Onthophagus protuberans
Onthophagus protuberans es una especie de insecto del género Onthophagus, familia Scarabaeidae, orden Coleoptera.

Fue descrita científicamente por Frey en 1955.